# Pintura flamenca

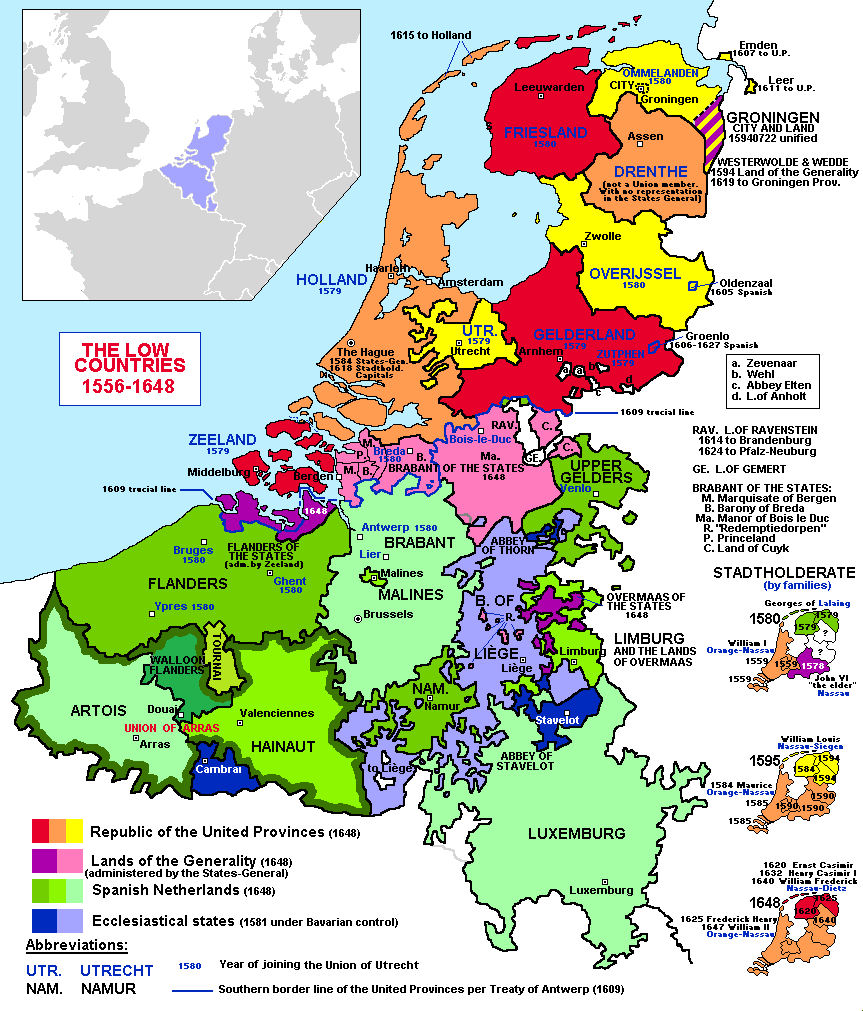
Mapa de les disset províncies dels Països Baixos. Les regions del sud (en verd) varen continuar sota la corona espanyola durant el final del i la meitat del, fins al final de la guerra dels vuitanta anys. La pintura flamenca va ser única per a tot el territori en el gòtic i el renaixement.

La pintura flamenca es va desenvolupar des de començament del segle XV fins al segle xvii a Flandes i, per extensió, s'identifica la pintura de tota la regió formada per les Disset Províncies fins al darrer terç del segle xvi en què la revolta de la República de les Set Províncies Unides va produir una escissió entre els Països Baixos del sud que es continuen identificant com "flamencs" i els del nord que, sota la denominació de "neerlandesos" o "holandesos" varen iniciar la seva pròpia singladura artística a partir del segle xvii i coincidint amb l'arrancada del barroc.
El fort desenvolupament econòmic de la regió va fer que la pintura flamenca tingués els principals pintors del nord d'Europa i atragués molts pintors joves prometedors des de països veïns. Aquests pintors eren convidats a treballar per les diferents corts estrangeres i tenien una influència àmplia d'Europa.
La denominació "flamencs" va acabar definitivament per anomenar-se "belgues" després de 1830 amb la constitució del nou estat de Bèlgica.

## Gòtic tardà

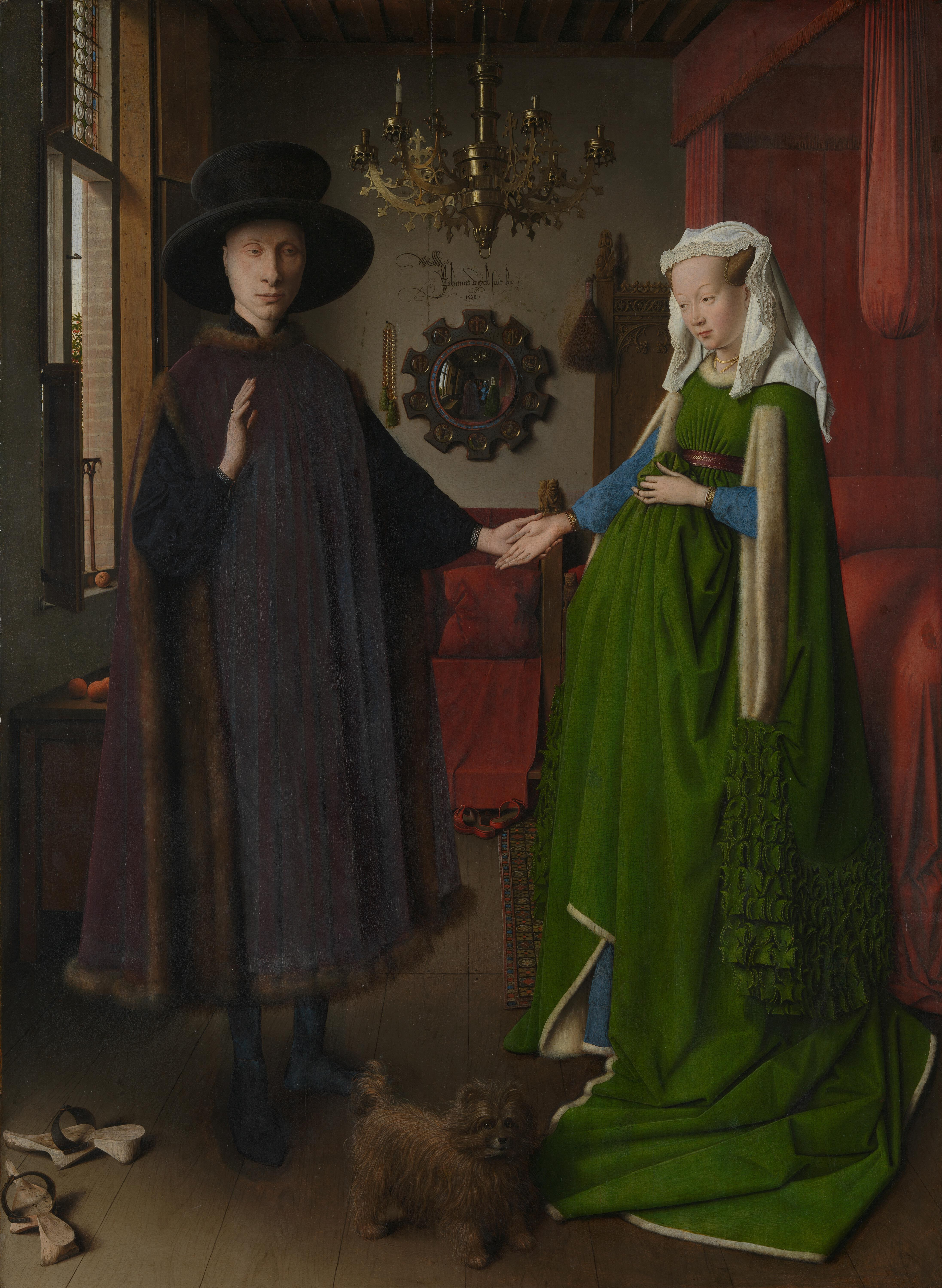
El matrimoni Arnolfini per Jan van Eyck

Els anomenats "primitius flamencs" s'ubiquen en la pintura flamenca dels segles XV i xvi conservant encara trets de l'estil gòtic, tècnics, com l'ús de la taula en lloc del llenç, i temàtics, sobretot religiosos i espirituals. No obstant això, la seva habilitat detallista i interessos els van impulsar a investigar i a descobrir de forma empírica la perspectiva, a perfeccionar la tècnica del retrat al que van dotar de gran profunditat psicològica i a reivindicar el paisatge com tema pictòric.
La seva concepció medieval de l'artista com artesà va evitar que molts d'aquests pintors fossin reconeguts, ja que bastants no signaven les seves obres fins avançat el segle xvi. Tampoc es van lliurar massa a la reflexió sobre el seu art pel que són escasses les biografies i els tractats sobre les seves tècniques, encara que algun ens ha arribat.
Varen ser els primers a popularitzar l'ús de la pintura a l'oli. El seu art té els seus orígens en la pintura de miniatures de l'últim període gòtic. Els personatges més destacats d'aquest període són: Jan van Eyck, Hans Memling, Hugo van der Goes, Petrus Christus, Robert Campin o Roger van der Weyden, entre d'altres.

## Renaixement
Des de començaments del segle xvi, el Renaixement italià començava a influir els pintors flamencs. El resultat va ser molt diferent de la pintura de Renaixement italiana típica. L'artista principal va ser Pieter Brueghel el Vell, que evitava influència italiana directa, a diferència dels Manieristes del nord.

## Barroc
El control acèrrim de la corona castellana sobre les Disset Províncies havia minvat en triomfar la revolta de la República de les Set Províncies Unides i, posteriorment, el final de la Guerra dels vuitanta anys (1568-1648) que va portar la independència holandesa. Els Països Baixos del sud varen continuar sota el domini castellà fins al Tractat d'Utrecht de 1713.
La nova República Holandesa era la nació més pròspera a Europa, i liderava el comerç europeu, la ciència i l'art. Les províncies holandeses del nord que conformaven el nou estat havien estat tradicionalment centres artístics menys importants que les ciutats de Flandes, al sud, i les agitacions i trasllats a gran escala de la població per la guerra, i l'aguda pausa provocada al territori per la monarquia i les tradicions culturals catòliques, significaven que l'art holandès havia de reinventar-se totalment, un repte del qual sortiria reforçada.
En aquest període centrat al segle xvii, el barroc va prendre dues direccions segons el territori:
- El barroc flamenc. Als Països Baixos espanyols, catòlics i aristocràtics, la pintura d'història i la temàtica religiosa s'imposaven. Encara que molts artistes fugien de les guerres religioses i passaven des dels Països Baixos del sud fins a la República Holandesa, la pintura barroca flamenca floria, especialment a l'Escola d'Anvers, durant el segle xvii amb Rubens, Van Dyck, i Jacob Jordaens.
- El barroc neerlandès. A la nova república del nord, protestant i burgesa, hi ha una major diversitat de gèneres pictòrics i diversificació temàtica. Les figures més destacables de la pintura barroca als Països Baixos són Frans Hals, Rembrandt i Jan Vermeer.

## Decadència
Després de la mort d'artistes essencials com Rubens el 1640 i de l'acabament de la Guerra dels vuitanta anys el 1648, la importància cultural de Flandes va declinar.
Un ressorgiment de la pintura en aquesta regió va arribar només després de la Revolució belga de 1830. Els pintors d'aquest període es classifiquen com Belgues en comptes de flamencs.